# پرنده‌گیر بزرگ

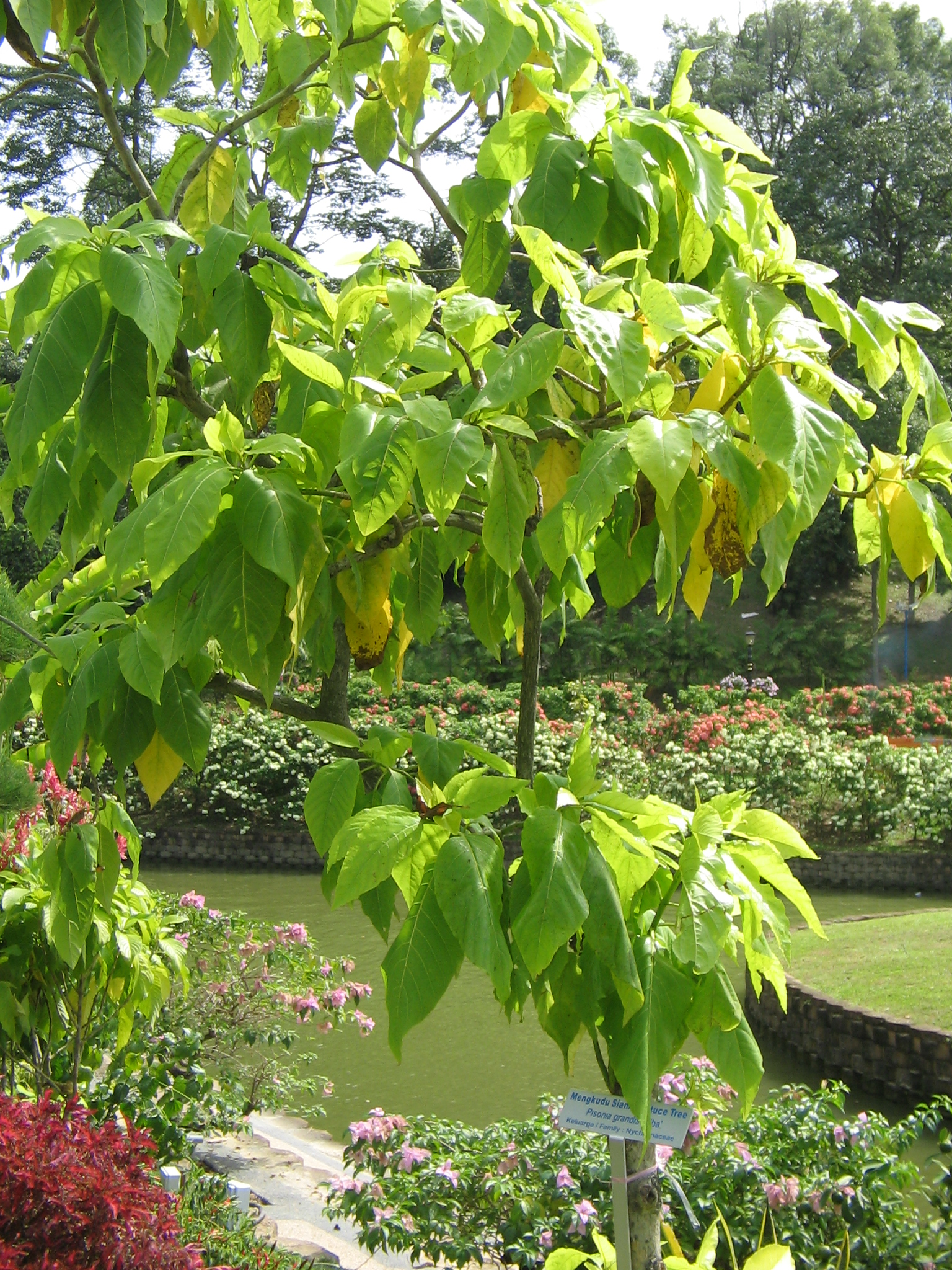
پرنده‌گیر بزرگ در یک پارک شهری در مالزی.

پرنده‌گیر بزرگ  یا دیوپنجه بزرگ، (Pisonia grandis') گونه‌ای از درختان گلدار از خانواده گل‌کاغذیان است.

## شرح
این درخت دارای برگ‌های پهن و نازک و پوست صاف است و دارای دسته‌هایی از گل‌های خوشبو سبز است که به دانه‌های خاردار چسبنده تبدیل می‌شوند.
پراکندگی آن زمانی اتفاق می‌افتد که دانه‌ها به پر پرندگان بچسبند. تولید مثل رویشی آن نیز اغلب زمانی میسر می‌شود که شاخه‌های افتاده جوانه بزنند یا پاجوش آن به درختان جدید تبدیل شوند.

## پراکنش
درختان پرنده‌گیر (پیسونیا) در سراسر جزیرک‌های مرجانی اقیانوس‌های هند و آرام پراکنده‌اند. این گونه غالباً بر پوشش گیاهی بالغ مرجانی غالب است و در رشته‌های متراکم و ضخیم تا ۲۰ متر (۶۶ فوت) تا رشد می‌کند. بلند. چوب پرنده‌گیرها نسبتاً سست و نرم است و پس از افتادن درختان به سرعت پوسیده می‌شود.
جنگل‌های پرنده‌گیرها محل لانه‌سازی معمولی برای پرندگان دریایی است. یکی از بهترین جنگل‌های پرنده‌گیرها را می‌توان در جزیره مرجانی پالمیرا یافت.
جزیره سنت پیر، گروه فارکوهر، زمانی توسط جنگل پرنده‌گیر بزرگ پوشیده شده بود. این جنگل پس از استخراج کود مرغی بین سال‌های ۱۹۰۶ و ۱۹۷۲ ناپدید شد. پوشش گیاهی طبیعی به منظور خراش دادن کودهای مرغی از بین رفت و چشم‌انداز جزیره بایر شد.

## کاربردها
برگ‌های پرنده‌گیر بزرگ به‌طور سنتی در برخی کشورها به عنوان سبزی برگی استفاده می‌شود. آن‌ها بخشی از غذاهای سنتی مالدیو در غذاهایی مانند ماس هونی  بودند.